# Club de Deportes Independiente de Cauquenes
O Club de Deportes Independiente de Cauquenes é um clube de futebol do Chile, localizado na cidade de Cauquenes, na Região de Maule.

## História
O Independiente de Cauquenes foi fundado no dia 4 de março de 1929. O clube começou sua participação nos campeonatos nacionais do Chile em 1971, quando participou da segunda divisão da época. A melhor temporada da equipe de Cauquenes foi em 1979, quando foi eliminado pelo Audax Italiano na reta final da liguilha de acesso à divisão de elite do futebol chileno, contando com dois jogadores brasileiros que se destacaram muito representando a agremiação: Benedicto Pereira e Ribamar Batista.
Em 1990, o Independiente de Cauquenes optou por dissolver-se por problemas financeiros, passando a formar parte da Asociación Nacional de Fútbol Amateur, instituição que rege o futebol amador no país sul-americano. O clube só voltou às competições nacionais em 2011. Dois anos após o seu retorno, o elenco de Cauquenes sagrou-se campeão da Terceira Divisão B do Chile. Em 2015, o Independiente foi campeão da Terceira Divisão do Chile, garantindo sua volta ao profissionalismo ao jogar a temporada 2016-2017 da Segunda Divisão Profissional.

## Títulos

### Nacionais
- Campeonato Chileno da Terceira Divisão: 2015.
- Campeonato Chileno da Terceira Divisão B: 2013.
- Campeonato Nacional Amateur de Clubes Campeones: 1990.

## Dados do clube
Novo contratado do clube,o brasileiro Ericson Rodrigues,jogador novo com um potencial enorme,chega no clube 06/07/08,chega pra reforcar o time nessa tempora.
- Temporadas na 1ªB: 10 (1971-1980)
- Temporadas na 2ª Divisão: 1 (2016-)
- Temporadas na 3ª Divisão: 10 (1981-1990, 2013-2015)
- Temporadas na 4ª Divisão: 2 (2011-2012)